# 孔苏尔塔宫

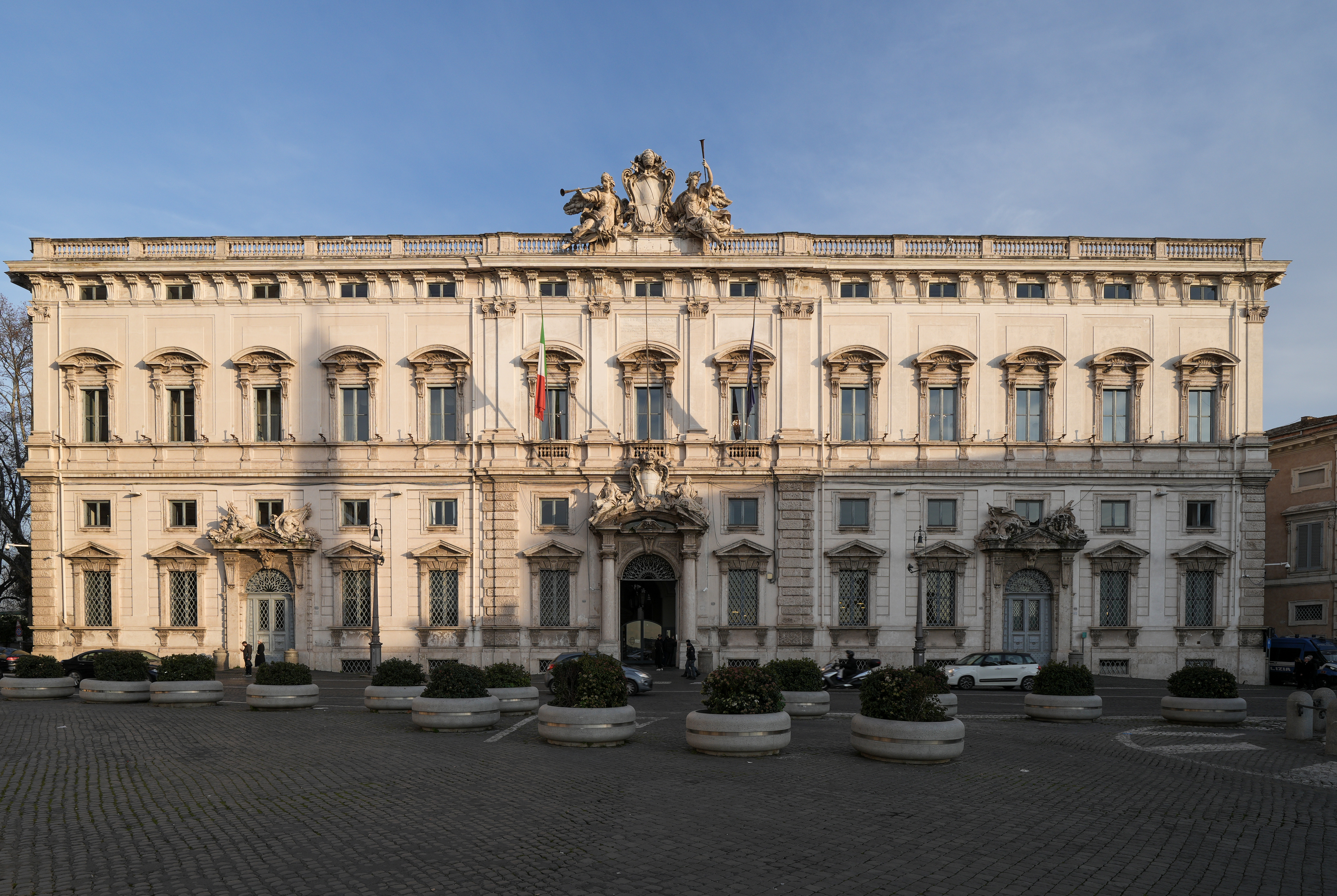
孔蘇爾塔宮

孔蘇爾塔宮（Palazzo della Consulta）是位於義大利首都羅馬市中心的一座建築，修建於1732年至1735年，建築風格為後期巴洛克式建築。自1955年開始，該建築是義大利憲法法院的辦公地點。

## 延伸閲讀
- 正義宮